# Глонасс (космический аппарат)
«Глона́сс» (наименование по ОКР: «Ураган», Индекс ГРАУ: 11Ф654, 14Ф17) — серия космических аппаратов (КА) советской и российской глобальной навигационной системы ГЛОНАСС 1-го поколения, разработанная и выпускаемая ОАО «ИСС» имени академика М. Ф. Решетнёва.
В 2003 году сменилась 2-м поколением — «Глонасс-М».

## Тактико-технические данные
- масса — 1415 кг
- расчётный срок службы — 3 года
- мощность СЭП — 1000 Вт
- ширина диаграммы направленности передающей антенны 38°
- скорость передачи навигационных сообщений 50 бит/с
- скорость передачи псевдослучайного дальномерного кода 511 кбит/с
- начало лётных испытаний — 12 октября 1982 года
- выводился ракетой-носителем «Протон» с космодрома Байконур

## Орбитальная структура спутников ГЛОНАСС
Полная орбитальная структура системы ГЛОНАСС должна состоять по плану из 24-х работающих спутников, равномерно размещённых в трёх орбитальных плоскостях. Группировка ГЛОНАСС (на 11.07.2017) состоит из 27 КА (Космических Аппаратов), из них
- Используются по целевому назначению: 23 КА
- Находятся на исследовании Главного конструктора: 2 КА
- Орбитальный резерв: 2 КА

Орбитальные плоскости разнесены относительно друг друга на 120° (по абсолютной долготе восходящего узла. Плоскостям присвоены номера 1,2,3 с возрастанием в направлении вращения Земли. Номинальные значения абсолютных долгот восходящих узлов идеальных плоскостей, зафиксированных на 00 часов Московского времени 1 января 1983 года, равны: 

215°15′00″ + 120°(i-1), где i — номер плоскости (i = 1,2,3)
Номинальные расстояния между соседними спутниками ГЛОНАСС в орбитальной плоскости по аргументу широты составляют 45°.
Средняя скорость прецессии орбитальных плоскостей равна (-0,00059251) радиан/сутки.
Спутникам 1-й плоскости присвоены номера 1-8, 2-й плоскости — 9-16, 3-й плоскости — 17-24, с возрастанием против направления движения спутника.
Аргументы широты спутников с номерами j = N + 8 и j = N + 16 отличаются от аргументов широты спутников с номерами
j = N и j = N + 8 на +15°, соответственно, (где N = 1…8) и составляют на 00 часов Московского времени 1 января 1983 года:
145°26′37″+ 15°{\displaystyle (27-3j+25j^{*})}, где j = (1…24) — номер спутника; {\displaystyle j^{*}=E((j-1)/8)} — то есть целая часть числа (j — 1)/8.
Другими словами, орбитальные плоскости сдвинуты относительно друг друга по аргументу широты на 15град.
Максимальные уходы спутников относительно идеального положения в орбитальной плоскости не превышают 5град. на интервале 5 лет.
Интервал повторяемости трасс движения спутников и зон радиовидимости для наземных средств — 17 витков (7 суток, 23 часа 27 минут 27 секунд).
Драконический период обращения спутника ГЛОНАСС — 11 часов 15 минут 44 секунды.
Высота орбиты — 19100 км (18840…19440 км).
Наклонение орбиты — 64,8 +0,3°.
Эксцентриситет — 0 + 0,01
Такая конфигурация орбитальной структуры позволяет обеспечивать глобальную и непрерывную зону действия системы, а также оптимальную геометрию взаимного расположения спутников для повышения точности определения координат.
Выведение спутников ГЛОНАСС на орбиту осуществляется с космодрома Байконур с помощью ракеты-носителя «Протон», разгонного блока 11С861-01 и СЗБ 11Ф639.М0000-0-01. Одним носителем одновременно выводятся три спутника ГЛОНАСС.
Перевод каждого спутника в заданную точку орбитальной плоскости производится с помощью собственной двигательной установки.

## Структура навигационного сообщения спутника ГЛОНАСС
- Навигационное сообщение предназначено для проведения потребителями навигационных определений, привязки к точному времени и для планирования сеансов навигации. Проще говоря, передаются исходные данные для вычислений на аппаратуре потребителя (ГЛОНАСС-приёмник).
- Содержание навигационного сообщения

По своему содержанию навигационное сообщение подразделяется на оперативную и неоперативную информацию.
- Оперативная информация относится к тому НКА, с борта которого передаётся данный навигационный радиосигнал и содержит:

оцифровку меток времени НКА (для синхронизации часов спутника и потребителя;
сдвиг шкалы времени НКА относительно шкалы времени системы ГЛОНАСС (время на спутниках может различаться в пределах наносекунд);
относительное отличие несущей частоты излучаемого навигационного радиосигнала от номинального значения (так как у спутника возможен уход несущей частоты от заданной, это важно при оценке доплеровского сдвига частоты, например, для определения скорости движения потребителя);
эфемериды НКА (это незначительные отклонения спутника от заданной траектории, влияет на точность определения координат).
- Неоперативная информация содержит альманах (описание орбит спутников) системы, включающий в себя:

данные о состоянии всех НКА системы (альманах состояния — это более статичный параметр чем эфемериды, актуален в пределах 5 недель);
сдвиг шкалы времени каждого НКА относительно шкалы времени системы ГЛОНАСС (альманах фаз);
параметры орбит всех НКА системы (альманах орбит);
сдвиг шкалы времени системы ГЛОНАСС относительно UTC(SU).

## Переходные к КА «Глонасс-М» модели космических аппаратов
- 1 декабря 2001 года был запущен «Космос-2382» — модифицированная версия КА «Глонасс», на котором испытывались некоторые новые системы[1]. По некоторым источникам модель КА была 14Ф17[2][3][4][5][6].

## Функционирование
Спутники, в которых происходили технические неисправности:
| Номер спутника | Дата выхода из строя | Примечание               | Дата возвращения в строй | Кол-во работающих аппаратов на момент выхода | Численность аппаратов |
| -------------- | -------------------- | ------------------------ | ------------------------ | -------------------------------------------- | --------------------- |
| № 795          | 12 мая 2009          | техническое обслуживание | нет данных               | 19                                           | 20                    |
| № 714          | 20 мая 2009          | нет данных               | 30 мая 2009              | 18                                           | 20                    |
| № 724          | 26 мая 2009          | нет данных               | 26 мая 2009              | 17                                           | 20                    |
| № 712          | 27 мая 2009          | нет данных               | нет данных               | 17                                           | 20                    |
| № 713          | 29 мая 2009          | нет данных               | нет данных               | 16                                           | 20                    |
| № 728          | 3 июня 2009          | временное исключение     | 13:00, 3 июня 2009       | 16                                           | 20                    |